# إينكس

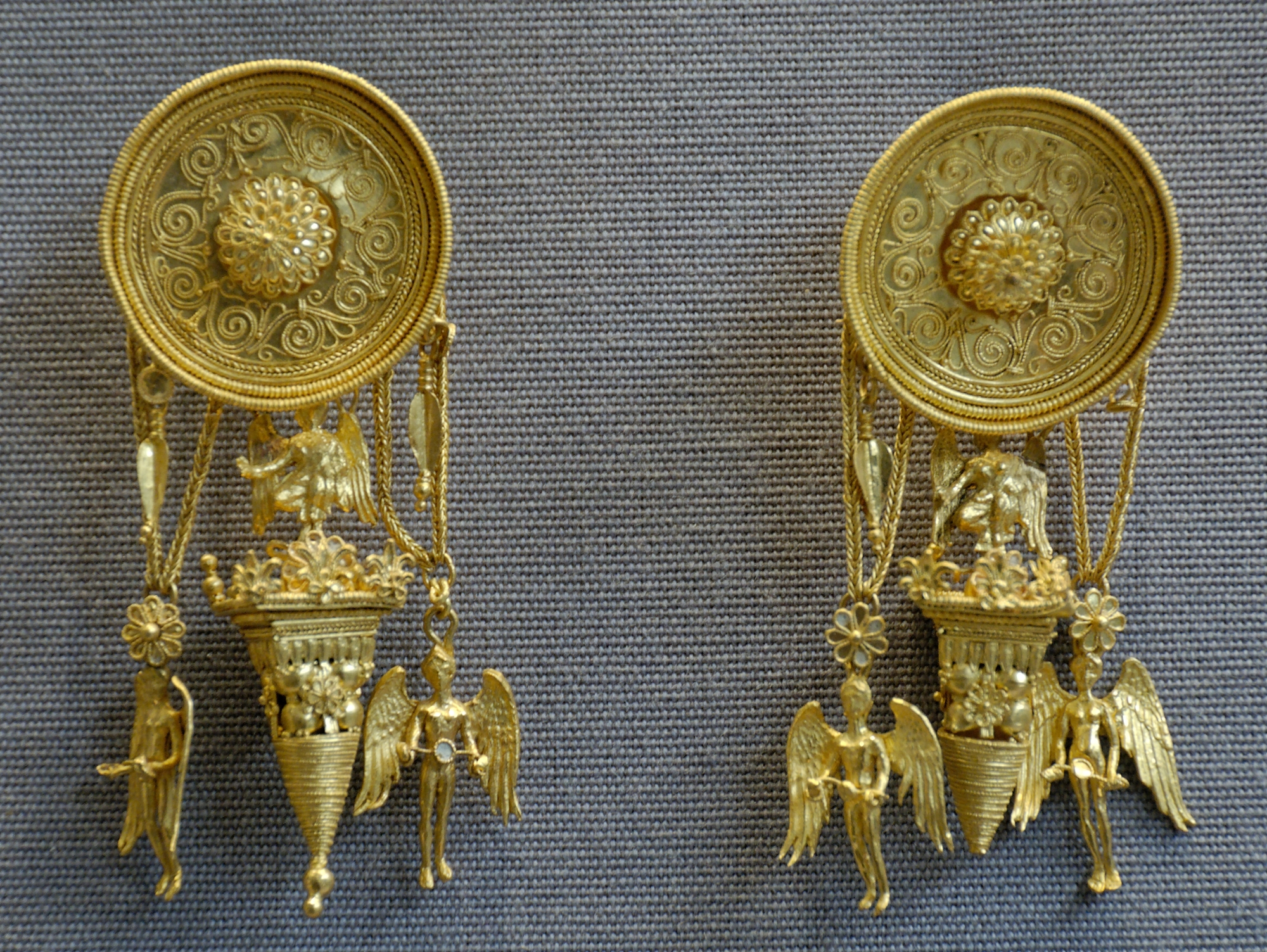

إينكس (باليونانية: Ιυνξ) بحسب الأساطير الإغريقية القديمة، كانت حورية جبال أركادية.

## أصل إينكس
- هي ابنة بيثو وبان، أو إيكو.
- في أساطير أخرى كانت ابنة بيروس،

## أعمالها
- اخترعت آلة سحرية تسمى بإينكس، تعمل على سحر القلوب،
- استخدمت آلتها لجعل زيوس يقع في حبها، أو بحسب أساطير أخرى، في حب آيو. كنتيجة لذلك، عاقبتها زوجته هيرا بتحويلها إلى طائر اللواء، الذي اعتبر رمزًا للشغف.
- في أساطير أخرى، حولت إلى طائر اللواء بعد أن عزمت هي وشقيقاتها الدخول في مسابقة موسيقية ومنافسة إلهات الإلهام.